# Perdamaian (Kota Kuala Simpang)
Perdamaian is een bestuurslaag in het regentschap Aceh Tamiang van de provincie Atjeh, Indonesië. Perdamaian telt 2220 inwoners (volkstelling 2010).